# Vendée Globe

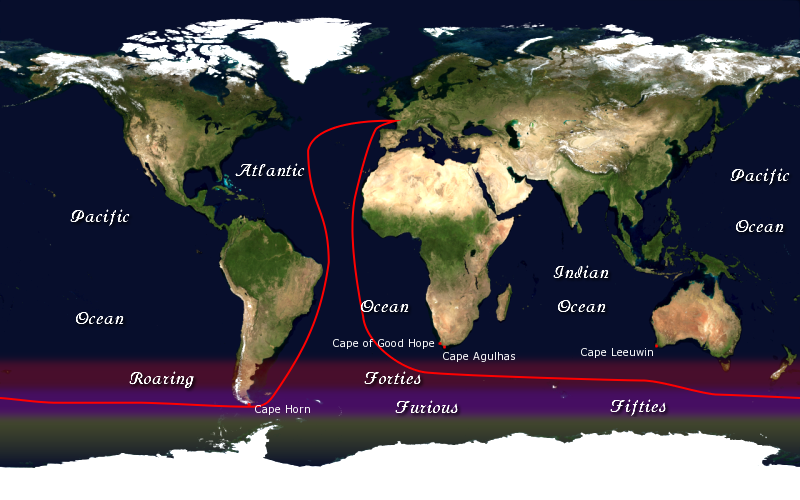
De route van de Vendée Globe

De Vendée Globe is een non-stop solozeilwedstrijd om de wereld zonder hulp van buitenaf. De race is in 1989 opgericht en wordt sinds 1992 elke vier jaar gehouden. In 2008 deden 30 zeilers mee.
Het is een serieuze beproeving van het individuele uithoudingsvermogen en het wordt door veel zeilers gezien als het ultieme oceaanracen. Om die reden wordt deze wedstrijd ook wel "De Everest der Zeeën" genoemd.

## Geschiedenis
De race is in 1989 opgericht door de Fransman Philippe Jeantot. Hij deed mee aan de BOC Challenge - de huidige Velux 5 Oceans Race - in 1982-1983 and 1986-1987 en won die allebei. Dit is ook een solorace om de wereld maar dan met tussenstops. Hij zag als ultieme oceaanrace een race zonder stops en besloot een dergelijke race te organiseren.
In 1989 gingen 13 zeilers van start bij de eerste editie. Deze werd na 109 dagen gewonnen door de Fransman Titouan Lamazou. Jeantot deed ook mee en eindigde als vierde. Vanaf 1992 wordt de race elke vier jaar gehouden.

## De boten
Aan de race mogen monohull boten meedoen die vallen in de "Open 60"-klasse. Tot 2004 waren ook "Open 50"-boten toegestaan.

## De wedstrijd
De race start en eindigt in Les Sables-d'Olonne dat in het departement Vendée ligt. De route gaat over de Atlantische Oceaan om Kaap de Goede Hoop en vervolgens in oostelijke richting om Antarctica. Bij Kaap Hoorn wordt weer de Atlantische Oceaan opgevaren en wordt terug naar de start gezeild. De wedstrijd loopt meestal van november tot februari zodat de deelnemers tijdens de zomer in de Zuidelijke Oceaan zeilen.
Om veiligheidsredenen kan de wedstrijdleiding bepaalde tussenpunten opgeven om bijvoorbeeld ijsbergen en dergelijke te omzeilen.
Tijdens de race mogen de deelnemers voor anker gaan, maar ze mogen niet langs een kade of aan een andere boot aanleggen. Assistentie van buitenaf is niet toegestaan evenals het ontvangen van op maat gemaakte weersvoorspellingen en routeinformatie. De enige uitzondering is dat een deelnemer in het begin van de race één keer terug mag gaan naar het startpunt om daar reparaties te doen. Binnen 10 dagen na de start mag hij herstarten.
Met name de passage in de Zuidelijke Oceaan met de harde wind en de hoge golven wordt door de deelnemers als uitdagend gezien. Dit geldt ook voor het langdurige gebrek aan assistentie en de langdurige eenzaamheid op zee. Bovendien zijn de deelnemers gedurende een groot deel van de race ver verwijderd van hulp tijdens noodgevallen.

## Deelnemers
Het is gebruikelijk dat een groot deel van de deelnemers onderweg opgeeft. In de race van 1996-1997 raakte de Canadees Gerry Roufs vermist op zee en is niet meer teruggevonden. Het wrak van zijn boot spoelde een half jaar later aan bij de kust van Chili. In 1992 werd in zee het lichaam van de Brit Nigel Burgess gevonden. Hij verdronk nadat hij waarschijnlijk na een klap op het hoofd bewusteloos overboord was geslagen.
Om de risico's te verkleinen moeten de deelnemers een medische keuring ondergaan en survivalcursussen volgen. Ook moeten ze over voldoende ervaring beschikken. Dat is: een vorige editie hebben uitgezeild of tijdens een solorace een oceaan hebben overgestoken. Die ervaring moet opgedaan zijn in dezelfde boot als die in de Vendée wordt gebruikt. Tot slot kan de deelnemer zich bewijzen bij de organisatie door een proef af te leggen waarbij ten minste 2.500 mijl over een oceaan wordt afgelegd met een minimale snelheid van 7 knopen. De vereisten zijn dusdanig zwaar dat er alleen zeer ervaren zeilers meedoen.
Pieter Heerema was de eerste Nederlander ooit die de Vendée Globe volbracht, hij finishte in de Vendée Globe 2016-2017 als zeventiende.

## Winnaars
De tabel geeft het overzicht van de winnaars tot nu toe.
| Editie    | Winnaar           | Nationaliteit | Boot                    | Tijd |
| --------- | ----------------- | ------------- | ----------------------- | --- |
| 1989-1990 | Titouan Lamazou   | FRA           | Ecureuil d'Aquitaine II | 109 dagen, 8 uren, 48 minuten en 50 seconden                                                                       |
| 1992-1993 | Alain Gautier     | FRA           | Bagages Superior        | 110 dagen, 2 uren, 22 minuten en 35 seconden                                                                       |
| 1996-1997 | Christophe Auguin | FRA           | Geodis                  | 105 dagen, 20 uren en 31 minuten                                                                                   |
| 2000-2001 | Michel Desjoyeaux | FRA           | PRB                     | 93 dagen, 3 uren en 57 minuten                                                                                     |
| 2004-2005 | Vincent Riou      | FRA           | PRB                     | 87 dagen, 10 uren, 47 minuten en 55 seconden                                                                       |
| 2008-2009 | Michel Desjoyeaux | FRA           | Foncia                  | 84 dagen, 3 uren, 9 minuten en 8 seconden                                                                          |
| 2012-2013 | François Gabart   | FRA           | Macif                   | 78 dagen, 2 uren, 16 minuten en 40 seconden                                                                        |
| 2016-2017 | Armel Le Cléac'h  | FRA           | Banque Populaire VIII   | 74 dagen, 3 uren, 35 minuten en 46 seconden                                                                        |
| 2020-2021 | Yannick Bestaven  | FRA           | Maître Coq IV           | 80 dagen, 3 uren, 44 minuten en 46 seconden gecorrigeerd 080 dagen, 13 uren, 59 minuten en 46 seconden totale duur |